# Aquele Luxo!
Aquele Luxo! é um álbum promocional (extended play) da banda santista de rock Charlie Brown Jr.. Gravado em 1998 e lançado em 1999 pelo selo Virgin Records, o álbum teve uma tiragem muito limitada e serviu como teaser para o próximo álbum de estúdio da banda, "Preço Curto... Prazo Longo".
A fotografia usada como capa do álbum foi tirada no ano de 1997, em frente à uma casa histórica de Brusque, Santa Catarina, que pertence à família de Aloísio Buss, que se tornou um grande amigo de Chorão, vocalista da banda.

## Faixas
| N.º | Título                                                                               | Compositor(es)                      | Duração |  |
| 1.  | "Aquele Velho Carteado e Algumas Manobrinhas"                                        | Thiago Castanho / Chorão / Thron    | 2:35    |  |
| 2.  | "Zóio de Lula"                                                                       | Champignon / Renato Pelado / Chorão | 4:12    |  |
| 3.  | "Cruzei uma Doida"                                                                   | Chorão / Champignon                 | 1:45    |  |
| 4.  | "União (part. Radjja de Santos, De Menos Crime, Homens Crânio e Consciência Humana)" | Champignon / Chorão / Homens Crânio | 2:57    |  |
| 5.  | "Não Deixe o Mar Te Engolir"                                                         | Marcão / Chorão                     | 5:09    |  |
| 6.  | "Confisco"                                                                           | Chorão / Marcão                     | 3:00    |  |

## Créditos
- Chorão - vocal
- Thiago Castanho - guitarra
- Marcão - guitarra
- Champignon - baixo elétrico, backing vocal, beat-box
- Renato Pelado - bateria

#### Músicos Convidados
- De Menos Crime: voz em "União"
- Consciência Humana: voz em "União"
- Homens Crânio: voz em "União"
- Rajah: voz em "União"
- DJ Deco Murphy: Scratches em "Confisco"